# Mijail Aviles
Mijail Alexander Aviles Flores (Caracas; 5 de junio de 1987) es un futbolista venezolano de ascendencia boliviana. Juega como centrocampista y su equipo actual es Real Tomayapo de la Primera División de Bolivia.

## Trayectoria

#### Monagas Sport Club
Para el Torneo Apertura 2016 continuó jugando con el Monagas SC hasta finalizar dicho torneo.

#### Independiente Petrolero
En 2020 fue fichado por Independiente Petrolero de la Asociación Chuquisaqueña de Fútbol, siendo pieza clave para lograr el ascenso a la Primera División de Bolivia con su equipo.

## Clubes
| Club                    | País      | Año           |
| ----------------------- | --------- | ------------- |
| Deportivo La Guaira     | Venezuela | 2010 - 2014   |
| Carabobo F. C.          | Venezuela | 2014 - 2015   |
| Estudiantes             | Venezuela | 2015          |
| Monagas                 | Venezuela | 2016          |
| Metropolitanos F. C.    | Venezuela | 2017          |
| Universitario de Sucre  | Bolivia   | 2018 - 2019   |
| Independiente Petrolero | Bolivia   | 2020-2022     |
| Universitario de Sucre  | Bolivia   | 2023          |
| Royal Pari              | Bolivia   | 2023          |
| Real Tomayapo           | Bolivia   | 2024-presente |

## Palmarés

### Títulos nacionales
| Título           | Club                    | País    | Año  |
| ---------------- | ----------------------- | ------- | ---- |
| Primera División | Independiente Petrolero | Bolivia | 2021 |